# Аламаган
Аламаган — острів, розташований в групі Північних Маріанських островів у Тихому океані, за 30 морських миль (56 км) на північ від Гугуана, за 250 морських миль (463 км) на північ від Сайпана та за 60 морських миль (111 км) на південь від Пагана. Нині незаселений.

## Історія
Аламаган колись був заселений народом чаморро, які залишили після себе археологічні свідчення, включаючи кам'яні колони (так звані камені латте) і кераміку. З європейської точки зору Аламаган був відкритий у 1669 році іспанським місіонером Дієго Луїсом де Сан-Віторесом, який назвав його Консепсьйон (іспанською мовою — Непорочне Зачаття). Цілком ймовірно, що раніше ще у 1522 році його відвідав іспанський мореплавець Гонсало де Віго, дезертир з експедиції Магеллана в 1521 році та перший європеєць, який зазнав корабельної катастрофи в історії Тихого океану. У 1695 році корінні жителі Аламагана були насильно переселені на Сайпан, а через три роки на Гуам.
Після продажу Іспанією Північних Маріанських островів Німецькій імперії в 1899 році Аламаган став частиною Німецької Нової Гвінеї. Протягом цього часу приватна фірма Pagan Society, що належала німецьким та японським партнерам, створила більше кокосових плантацій. Однак сильні тайфуни у вересні 1905, вересні 1907 та грудні 1913 років знищили плантації та довели компанію до банкрутства.
Під час Першої світової війни Аламаган потрапив під контроль Японської імперії та керувався як Південний Тихоокеанський мандат. Після Другої світової війни він перейшов під контроль Сполучених Штатів і управлявся як частина підопічної території ООН Тихоокеанських островів. З 1978 року входить до складу муніципалітету Північних островів Співдружності Північних Маріанських островів.

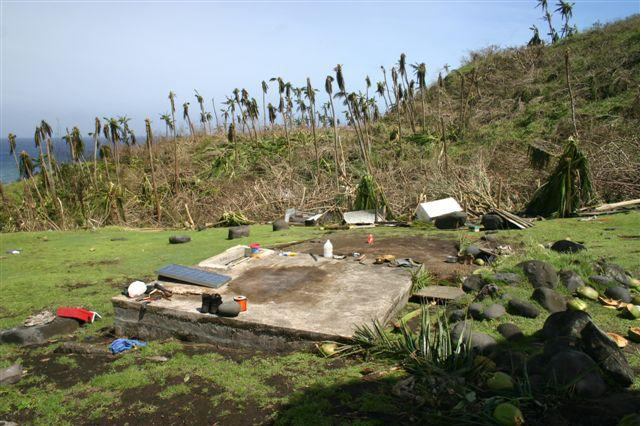
Руйнування на Аламагані після тайфуну Чой-Ван

Острів був заселений і продовжував використовуватися для виробництва копри, з основними поселеннями Сонг Сонг на півдні та табором Патіда на північному заході. Однак до 1962 року населення настільки скоротилося, що початкову школу закрили через брак учнів. Через посилення вулканічної активності острів'яни були евакуйовані в грудні 1998 року, коли побоювалися виверження. Згідно з переписом 2000 року на Аламагані проживало лише шість осіб. У вересні 2009 року тайфун Чой-ван пройшов просто над Аламаганом, знищивши багато дерев на острові та змусивши евакуюватися жителів, що залишилися, на Сайпан. За даними перепису населення США 2010 року, острів незаселений.

## Географія

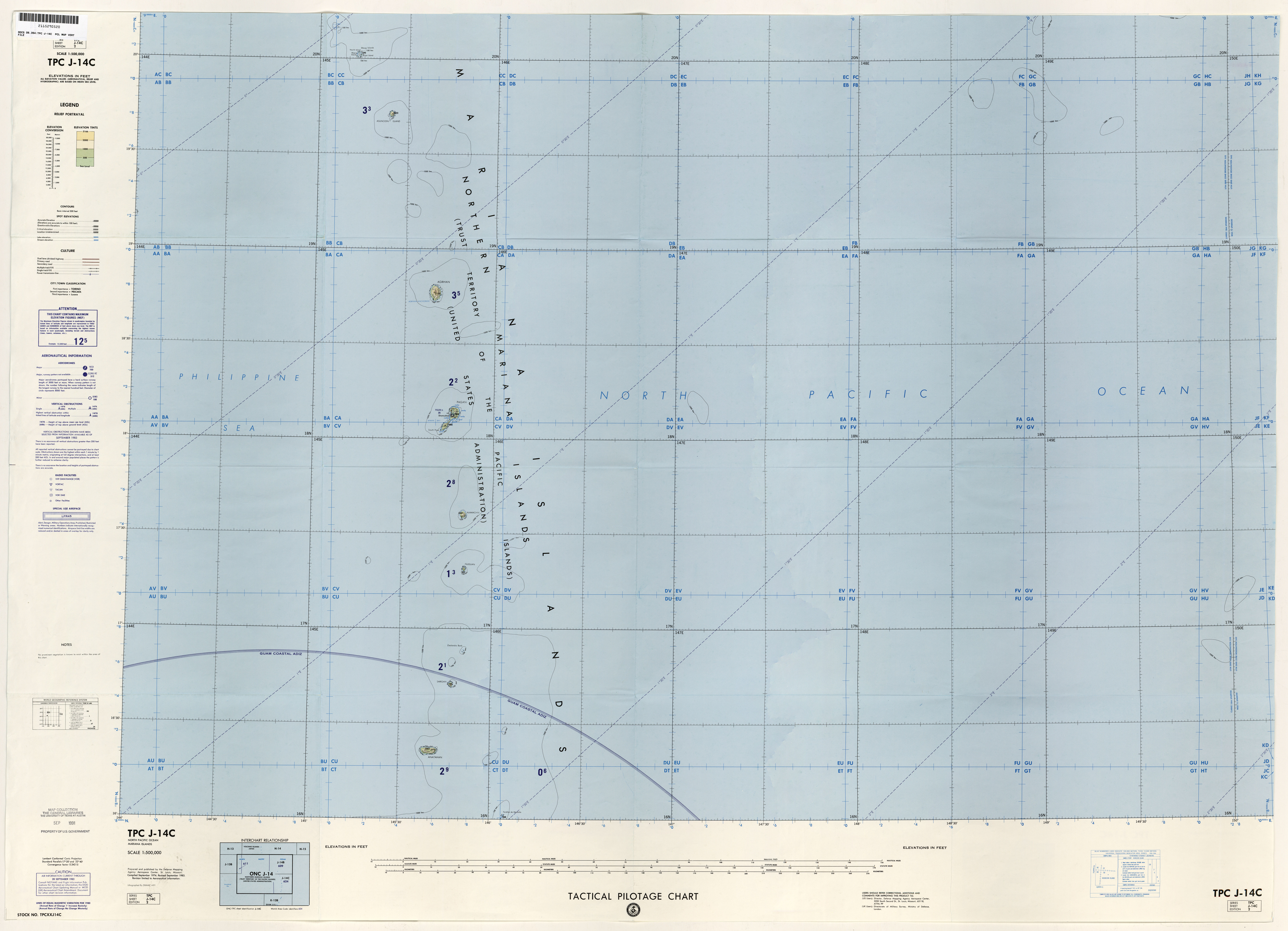
Карта, включно з Аламаганом (DMA, 1983)

Аламаган має приблизно еліптичну форму, довжиною 4,8 км, шириною 4 км і площею 13 км2. Весь острів є вершиною стратовулкану, який піднімається на 4000 м від дна океану до висоти 744 м над рівнем моря на піку Бандіра, на північно-західному краю. Вулкан увінчаний кальдерою діаметром 700—900 метрів і близько 370 м глибокий. Є три менші конуси на північ, північний захід і південь від головного кратера. В історичні часи вулкан не вивергався, але за радіовуглецевим датуванням виверження відбулися в 540 та 870 роках нашої ери з потенційною помилкою датування приблизно на 100 років. Ці виверження включали пірокластичні потоки та відносяться до VEI 4. У головному кратері та на західних схилах є кілька діючих фумарол.
Острів має надзвичайно круті схили на східній стороні, які схильні до зсувів. Для західного схилу характерні глибокі каньйони внаслідок ерозії. Над береговою лінією переважають круті скелі висотою до 100 м на східному березі.
Рослинність на західній стороні острова включає меч-траву (Miscanthus floridulus). Південно-східна сторона — крутий схил оголеної лави. Кокосові пальми (Cocos nucifera) ростуть на пологих схилах. У північній частині західного узбережжя є глибокі долини з печерами, джерела прісної води.

### Територія, важлива для птахів
BirdLife International визнала острів важливою орнітологічною територією (IBA), оскільки на ньому живуть мікронезійські великоноги, маріанські голуби, мікронезійські медовички, саїпанські очеретянки та мікронезійські шпаки-малюки.

## Демографія
Станом на 1980 рік населення Аламагану становило 36 осіб. На сьогодні острів незаселений.

## Інші посилання
- Паскаль Горст Лене та Крістоф Геблер: Über die Marianen. Lehne-Verlag, Вольдорф, Німеччина, 1972 рік. і Аламаган
- Програма моніторингу екосистем коралових рифів Маріанського архіпелагу
- Alamagan. Global Volcanism Program. Смітсонівський інститут. (англ.)